# His Message
His Message est un film muet américain réalisé par Thomas H. Ince et sorti en 1912.

## Fiche technique
- Réalisation : Thomas H. Ince
- Date de sortie :  États-Unis : 25 juin 1912

## Distribution
- Robert Edeson : Holmes
- Ethel Grandin : Nell Holmes
- Harold Lockwood : Haven
- Ray Myers